# Kispér
Kispér (Piru Nou), település Romániában, a Partiumban, Szatmár megyében.

## Fekvése
Szilágypér közelében fekvő település.

## Története
Kispér, Újpér, Piru Nou, korábban Szilágypér része volt.
1956-ban 168 lakosa volt.
2002-ben 103 lakosából 57 román, 28 magyar, 18 roma volt.